# Batalla d'Adrianòpolis (718)
|  | Per a altres significats, vegeu «Batalla d'Adrianòpolis». |

La batalla d'Adrianòpolis del 718 va ser un enfrontament del setge de Constantinoble
durant l'expansió de l'islam.

## Antecedents
L'any 705 l'emperador romà d'Orient Lleonci II fou assassinat per Justinià II, que al seu torn fou assassinat en 711 i va començar un període d'inestabilitat en què un general prenia el poder fins que era derrotat per un altre. El primer va ser Filípic, el va seguir Anastasi II, que va designar un militar anomenat Lleó l'Isauri com a comandant de les tropes romanes d'Orient a Anatòlia. Aquest general era un militar brillant. Solimà, desitjós de dur a terme la conquesta de Constantinoble, el 715 va enviar dos exèrcits que van partir del Taure i van penetrar a Romania. Un d'ells, que anava comandat per un general anomenat Solimà, va avançar per Anatòlia i va arribar fins a Amòrion, al nord del llac Akşehir, però Lleó la va defensar amb èxit. L'altre exèrcit àrab estava comandat per Màslama ibn Abd-al-Màlik ibn Marwan, fill d'Abd-al-Màlik ibn Marwan. Va avançar per Capadòcia i va tractar de capturar Lleó, però també va fracassar.

## Batalla
Els búlgars van matar 22.000 àrabs, cosa que va suposar la fi del Setge de Constantinoble (717-718). Segons explica el cronista romà d'Orient Teòfanes va ser una batalla decisiva al sud d'Adrianòpolis on els búlgars van matar 22.000 àrabs. Per augmentar el terror es va difondre el rumor que un exèrcit franc s'estava preparant per defensar, en terra i per mar, als cristians.

## Conseqüències
Amb aquesta batalla s'eliminà l'amenaça d'una invasió a gran escala de la península Balcànica i l'exèrcit musulmà es desmoralitzà. El desastre va fer que el califa Úmar ibn Abd-al-Aziz ordenés a Màslama que aixequés el setge de Constantinoble, un fet que va succeir el 15 d'agost del 718, just un any després del seu inici.
Màslama va embarcar les restes del seu exèrcit i el va traslladar a la costa asiàtica del mar de Màrmara. La seva flota es va dirigir a l'Hel·lespont, però una tempesta la va destruir, i es diu que de les 2.560 naus que la componien només se'n van salvar cinc. La victòria de Lleó III Isàuric va ser decisiva en la preservació de l'imperi.